# A Cruz e o Punhal
A cruz e o punhal é um livro biográfico escrito pelo Pastor David Wilkerson com John e Elizabeth Sherrill, publicado pela Bernard Geis Associates em 1963.
Em 1958, o pastor pentecostal David Wilkerson, das Assembléias de Deus, foi tocado por um artigo da revista Life sobre sete adolescentes que eram membros de uma gangue criminosa.  Sozinho e com pouco dinheiro, ele foi ao Brooklyn, às vezes arriscando sua vida, para falar sobre Jesus com membros de gangues de rua .  Lá Wilkerson conheceu Nicky Cruz, membro da gangue de rua " Mau Maus ".

## Recepção
O livro tornou-se um best-seller, com mais de 15 milhões de exemplares vendidos em mais de 30 idiomas. 

Em 1970, uma adaptação cinematográfica foi lançada, estrelando Pat Boone como David Wilkerson e Erik Estrada (em sua estreia nos cinemas) como Nicky Cruz, o adolescente membro de uma gangue cuja vida foi transformada pelo ministério de Wilkerson. 
1. ↑   Randall Herbert Balmer, Encyclopedia of Evangelicalism: Revised and expanded edition, Baylor University Press, USA, 2004, p. 744
2. ↑  Allan Anderson, An Introduction to Pentecostalism: Global Charismatic Christianity, Cambridge University Press, UK, 2013, p. 163
3. ↑   Robert Crosby, Remembering David Wilkerson, christianitytoday.com, USA, April 29, 2011
4. ↑   Geoff King, Claire Molloy, Yannis Tzioumakis, American Independent Cinema: Indie, Indiewood and Beyond, Routledge, Abingdon-on-Thames, 2013, p. 188

- Sítio oficial
- A Cruz e o Punhal. no IMDb.